# Kolosy (nagroda)

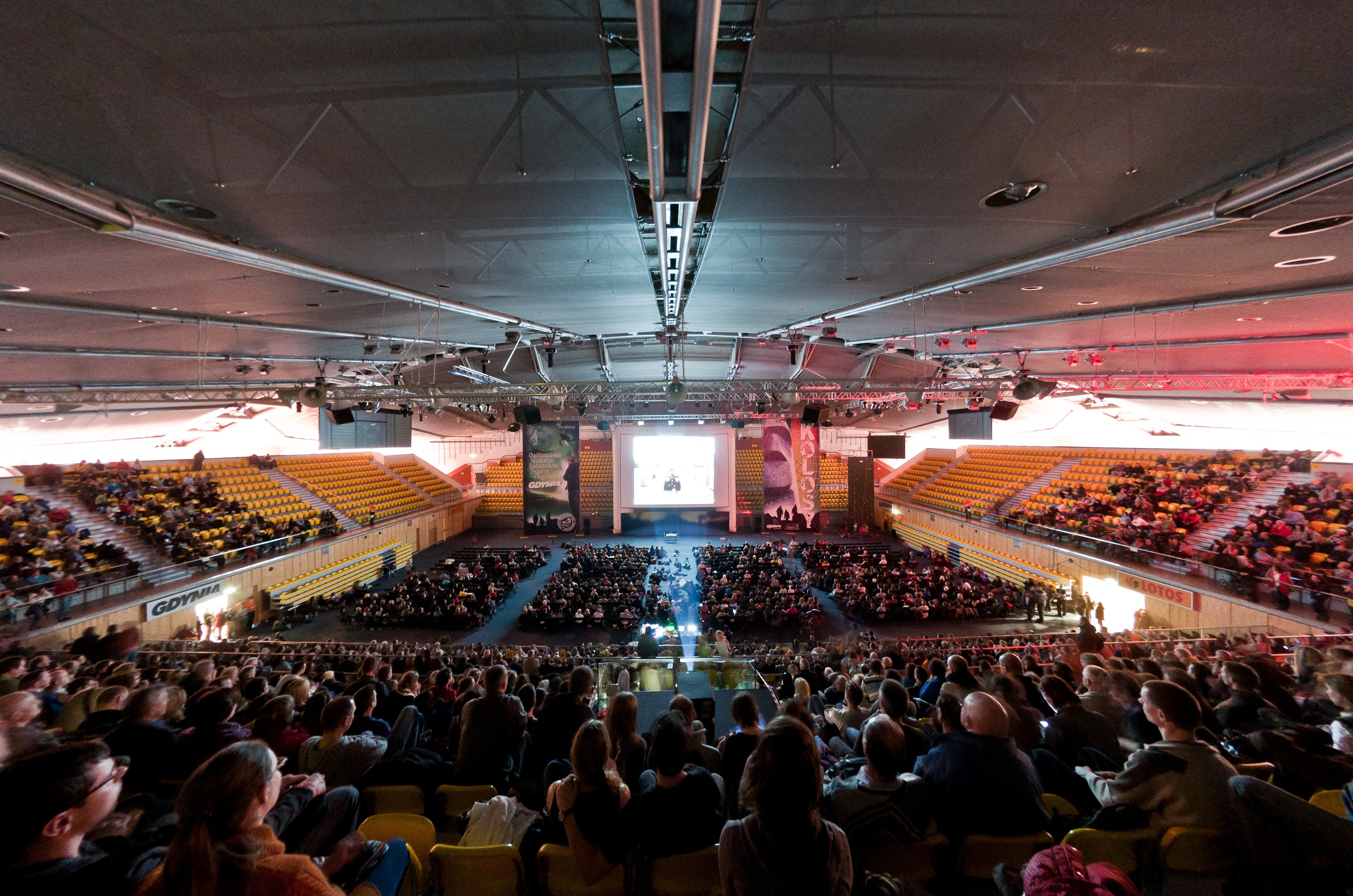
Kolosy 2010, Gdynia

Kolosy – pierwsze polskie nagrody podróżniczo-eksploracyjne, przyznawane corocznie od marca 2000 roku, za dokonania w kategoriach:
- podróże
- alpinizm
- żeglarstwo
- eksploracja jaskiń
- wyczyn roku

Poza Kolosami za dokonania minionego roku kapituła przyznaje jednego „Super Kolosa” za całokształt osiągnięć lub za wybitne dokonanie zespołowe.
Pierwsza edycja Kolosów odbyła się w marcu 2000 w podziemiach Kopalni soli „Wieliczka”. Od 2002 roku Kolosy są wręczane podczas Ogólnopolskich Spotkań Podróżników, Żeglarzy i Alpinistów w Gdyni. Jest to największy festiwal podróżniczy w Europie.

## 1999
Miejsce uroczystości: Kopalnia soli „Wieliczka”, marzec 2000
Super KolosAndrzej Zawada, wraz z zespołem, „za zdobycie Mount Everestu zimą (1980)”
Kolosy
- Podróże: "Romuald Koperski „za samotny spływ syberyjską rzeką Leną i ciekawe przedstawienie życia mieszkańców”
- Alpinizm: Jacek Fluder, Janusz Gołąb i Stanisław Piecuch „za zdobycie wschodniej ściany Kedar Dome w Garhwalu, w Indiach”
- Żeglarstwo: kpt. Janusz Kurbiel „za żeglarski rejs o charakterze naukowo-badawczym do zachodnich brzegów Grenlandii”
- Eksploracja jaskiń: Andrzej Ciszewski „za ustanowienie rekordu świata w głębokości w jaskiniach (1632 m) – Lamprechtsofen w Alpach Austriackich”
- Wyczyn roku: Krzysztof Starnawski „za dokonanie najgłębszego polskiego nurkowania swobodnego (130 m) w jaskini Hranická propast w Czechach”

## 2000
Miejsce uroczystości: Kraków, marzec 2001
Super KolosGrupa kajakowa Canoandes ’79 „za zdobycie dziewiczego kanionu Colca w Peru”
Kolosy
- Podróże: Wojciech Wiltos, prof. Zdzisław Jan Ryn, Władysław Vermessy i zespół „za wyprawę «Atacama 2000» w rejon Gór Domeyki w północnym Chile”
- Alpinizm: Anna Czerwińska „za wejście na Mount Everest i skompletowanie Korony Ziemi, jako pierwsza Polka i druga osoba z Polski”
- Żeglarstwo: kpt. Jerzy Wąsowicz „za wyprawę do obu Ameryk na jachcie «Antica», przebudowanym własnymi środkami z kutra rybackiego”
- Eksploracja jaskiń: Daniel Oleksy z zespołem „za odkrycie i eksplorację ponad 3600 m korytarzy jaskini pod Śnieżnymi Korkami w masywie Tennengebirge-Ost w Austrii”
- Wyczyn roku: Janusz Bochenek „za samotną, zimową wędrówkę po lodzie wokół jeziora Bajkał”

Nagrody
- Nagroda dziennikarzy: Michał Thlon i Piotr Różalski „za ponad 1000 kilometrowy marsz przez pustynię Gobi w Mongolii”

## 2001
Miejsce uroczystości: Kraków, kwiecień 2002
Super Koloskpt. Ludomir Mączka „za całokształt dokonań żeglarskich, 30 lat na jachtach, 160 tys. mil morskich żeglugi”
Kolosy
- Podróże: Łukasz Henzel i zespół „za spływ Wisłą na tratwie «Rodło» z Krakowa do Gdańska i walkę z falą powodziową”
- Alpinizm: nagrody głównej nie przyznano
- Żeglarstwo: nagrody głównej nie przyznano
- Eksploracja jaskiń: Zbigniew Rysiecki z zespołem „za połączenie Jaskini Gadających Kamieni z Kammerschartenhöhle w Hochschartehöhlensystem w Alpach Austriackich”
- Wyczyn roku: Sylwester Czerwiński „za samotną podróż rowerem do Chin i z powrotem”

Nagrody
- Nagroda dziennikarzy: Sylwester Czerwiński
- Nagroda im. Andrzeja Zawady (pierwsza edycja): Sylwia Bukowicka

## 2002
Miejsce uroczystości: Gdynia, marzec 2003
Super Kolosprof. Ryszard Wiktor Schramm „za wybitne osiągnięcia w górach wysokich i na Spitsbergenie”
Kolosy
- Podróże: Marek Tomalik z zespołem „za pierwszą polsko-polonijną wyprawę «Australia Zachodnia 2002», która przebyła szlak Canning Stock Route”
- Alpinizm: Jacek Czyż „za samotne wytyczenie nowej drogi na El Capitan w Stanach Zjednoczonych, jednej z najtrudniejszych i najsłynniejszych ścian wspinaczkowych świata – jako pierwszy solista nie-Amerykanin”
- Żeglarstwo: nagrody głównej nie przyznano
- Eksploracja jaskiń: Marek Lorczyk z zespołem „za eksplorację Jaskini Małej w Mułowej i odkrycie największej sali jaskiniowej w Tatrach”
- Wyczyn roku: nagrody głównej nie przyznano

Nagrody
- Nagroda dziennikarzy: Jacek Karaś i Rafał Świętoniowski „za wyprawę psim zaprzęgiem «Śladami odkrywców Arktyki» na Spitsbergenie, po spędzeniu tam zimy polarnej”
- Nagroda im. Andrzeja Zawady: Tomasz Fiedorowicz, „dla najlepiej zapowiadającego się młodego podróżnika (do lat 26)”[2][3]

## 2003
Miejsce uroczystości: Gdynia, marzec 2004
Super KolosStanisław Szwarc-Bronikowski „za wędrowanie ku źródłom, ku poznaniu całości, ku syntezie”
Kolosy
- Podróże: Kinga Choszcz i Radosław „Chopin” Siuda „za pięcioletnią podróż autostopem dookoła świata”
- Alpinizm: Marcin Tomaszewski, Krzysztof Belczyński i Dawid Kaszlikowski „za wytyczenie trudnej drogi na Citadel w odległym i nieznanym dotąd Polakom masywie Kichatna na Alasce”
- Żeglarstwo: kpt. Jacek Wacławski „za roczną wyprawę jachtem «Stary» do akwenu Antarktyki”
- Eksploracja jaskiń: nagrody głównej nie przyznano
- Wyczyn roku: kpt. Andrzej Urbańczyk „za przepłynięcie tratwą północnego Pacyfiku i pobicie rekordu wszech czasów długości rejsu na tratwie (5880 mil morskich)”

Nagrody
- Nagroda dziennikarzy: Wyprawa kajakowa Himalayak 2003
- Nagrody publiczności: Celina Mróz i Jarosław Frąckiewicz za najciekawszą prezentację Fotoplastykonu Słodka Francja – spływ rzekami Corrèze, Vézère i Dordogne”; Paweł Ślizień – za najlepsze fotografie wystawy FotoGlob

## 2004
Miejsce uroczystości: Gdynia, marzec 2005
Super KolosMarek Kamiński i Wojciech Moskal „za największy w historii polskiej polarystyki wyczyn sportowy, jakim było dotarcie, dnia 23 maja 1995 r. do bieguna północnego, dokonane po 770-kilometrowym, 72-dniowym marszu z wyspy Ward Hunt, bez wspomagania z zewnątrz, poprzedzone dokonanym przez nich w 1993 r. pierwszym polskim, 600-kilometrowym przejściem lądolodu Grenlandii”
Kolosy
- Podróże: Arkadiusz Milcarz „za wyprawę Afryka Maraton, z której relację przekazał w sposób porywający, wykraczający poza schematy reporterskiego rzemiosła”
- Alpinizm: Piotr Morawski, Simone Moro (Włochy), Jacek Jawień, Dariusz Załuski i Jan Szulc (kierownik) „za wyprawę na Sziszapangma w Himalajach”
- Żeglarstwo: kpt. Jindřích Kuchejda oraz Michal Nešvara i Ivan Orel „za 5-letnią wyprawę przeprowadzoną na samodzielnie wybudowanym jachcie «Victoria» trasą wielkiego eksploratora sprzed wieków – Ferdynanda Magellana”
- Eksploracja jaskiń: nagrody głównej nie przyznano
- Wyczyn roku: Jan Mela „za zdobycie w jednym roku, w wieku 15 lat, obu biegunów Ziemi”

Nagrody
- Nagroda specjalna: Mieczysław Parczyński „za trzydziestoletnią podróż na rowerze w trakcie której, nie opuszczając Polski, pięciokrotnie okrążył świat, udowadniając że start do wielkich czynów może nastąpić choćby po pięćdziesiątce. Za monumentalną pracę dokumentacyjno-krajoznawczą, która złożyła się na dorobek tej podróży wraz z liczbą przejechanych 200 tysięcy kilometrów. Za życiowy hart i pogodę ducha, będących inspiracją dla ludzi w każdym wieku i kondycji”
- Nagroda dziennikarzy: Wyprawa zimowa na Sziszapangma
- Nagrody publiczności: Kinga Choszcz i Radosław Siuda za najciekawszą prezentację Fotoplastykonu – Prowadził nas los – czyli autostopem dookoła świata (o tej samej podróży inaczej); Daniel Klawczyński – najlepsze zdjęcie wystawy FotoGlob

## 2005
Miejsce uroczystości: Gdynia, marzec 2006
Super KolosKazimierz Kowalski „za całokształt pionierskich dokonań, jako współtwórca taternictwa jaskiniowego, odkrywca i zdobywca w 1956 r. światowego rekordu głębokości – 1122 m, w jaskini Gouffre Berger w Alpach Francuskich”
Kolosy
- Podróże: Piotr Opacian „za samotną podróż kajakiem przez dżunglę 700 km w górę rzeki Madidi”
- Alpinizm: Marcin Miotk „za pierwsze polskie wejście bez tlenu na Mount Everest, dokonane samotnie, w dobrym, profesjonalnym stylu”
- Żeglarstwo: Barbara Królikowska „za rejs jachtem «Karolka» dookoła świata”
- Eksploracja jaskiń: wyprawa zorganizowana przez Sekcję Taternictwa Jaskiniowego Klubu Wysokogórskiego Kraków „za odkrycie i eksplorację jaskini Poljska jama, która w połączeniu z jaskinią Mala Boka utworzyła system o głębokości 1319 m w masywie Kanin w Słowenii”
- Wyczyn roku: Jakub Postrzygacz „za pokonanie rowerem, bez wsparcia, terenowego szlaku Canning Stock Route w Australii Zachodniej. Wielki, samotny, rowerowy trawers: 2100 km przez cztery pustynie, 33 dni wielkiego wysiłku, sprawdzian odporności organizmu oraz siły woli”

Nagrody
- Nagroda specjalna: Andrzej Urbanik „za pionierską działalność dla stworzenia polskiego ruchu globtroterskiego i wieloletnią pomoc młodym ludziom w spełnianiu ich podróżniczych pragnień”
- Nagroda dziennikarzy: Piotr Opacian „za samotny rejs Kajakiem w górę Madidi”
- Nagrody publiczności: najciekawsza prezentacja: Marek Klonowski – Autostopem na Denali; Marek Klonowski – najciekawsze zdjęcie wystawy FotoGlob

## 2006
Miejsce uroczystości: Gdynia, 17 marca 2007
Super KolosKrzysztof Wielicki „za całokształt osiągnięć wspinaczkowych i eksploracyjnych w górach wysokich”
Kolosy
- Podróże: Mikołaj Książek, Katarzyna Gembalik „za wyprawę do Afganistanu i Pakistanu oraz powrót pakistańską «kosmiczną» ciężarówką”
- Alpinizm: nagrody nie przyznano
- Żeglarstwo: Kpt. Tadeusz Natanek z załogą „za przepłynięcie, jako pierwszy jacht pod polską banderą, Przejścia Północno-Zachodniego"
- Eksploracja jaskiń: nagrody nie przyznano
- Wyczyn roku: Grzegorz Szyszkowski „za samotną wyprawę rowerową «Altiplano 2006»”

Nagrody
- Nagroda Specjalna: Kinga Choszcz (pośmiertnie)
- Nagroda dziennikarzy: Romek i Jonasz Zańko „za autostopową podróż, ojca i syna, przez Azję"
- Nagroda im. Andrzeja Zawady: Adam Pustelnik

## 2007
Miejsce uroczystości: Gdynia, 6–8 marca 2008
Super KolosKrzysztof Baranowski „za całokształt żeglarskich dokonań”
Kolosy
- Podróże: Anna i Jakub Urbańscy „za etnograficzno-fotograficzne podróże na Papuę”
- Alpinizm: Łukasz Depta, Andrzej Głuszek i Wojciech Kozub „za nowe drogi na szczyty w dolinie Thalle w Karakorum”
- Żeglarstwo: Załoga jachtu „Stary” „za przygotowanie wyprawy żeglarskiej dookoła Ameryki Północnej”
- Eksploracja jaskiń: nagrody nie przyznano
- Wyczyn roku: Lech Flaczyński i Wojciech Flaczyński „za pierwsze polskie spłynięcie rzeką Kuskokwim na Alasce”

Nagrody
- Nagroda Specjalna: członkowie 7. Gdańskiej Integracyjnej Drużyny Harcerskiej KEJA
- Nagroda dziennikarzy: Lech i Wojciech Flaczyńscy
- Nagroda im. Andrzeja Zawady: Sławek Kunc i Piotr Tomza

## 2008
Miejsce uroczystości: Gdynia, 20–22 marca 2009
Super KolosKrystyna Chojnowska-Liskiewicz „za całokształt żeglarskich dokonań, a szczególnie za samotne opłynięcie kuli ziemskiej w latach 1976–1978, czego dokonała jako pierwsza kobieta na świecie”
Kolosy
- Podróże: Jakub Pająk „za podróż w charakterze pomocnika tradycyjnej karawany wielbłądów”
- Alpinizm: Kinga Baranowska „za zdobycie w ciągu jednego roku dwóch ośmiotysięczników: Dhaulagiri oraz Manaslu”
- Żeglarstwo: Tomasz Lewandowski „za samotne opłynięcie świata, bez zawijania do portów, trasą «pod wiatr»”
- Eksploracja jaskiń: Wielkopolski Klub Taternictwa Jaskiniowego „za eksplorację systemu Hochschartehöhle”
- Wyczyn roku: Marek Klonowski i Tomasz Mackiewicz „za wyczerpujący trawers Mount Logan”

Nagrody
- Nagroda Specjalna: Marek Kalmus „za zasługi na polu propagowania unikalnej, duchowej i materialnej, kultury Tybetu”
- Nagroda dziennikarzy: Henryk Widera
- Nagroda im. Andrzeja Zawady: AKT Watra „za dokończenie eksploracji kanionu Colca w Peru”

## 2009
Miejsce uroczystości: Gdynia, 12–14 marca 2010
Super KolosAndrzej Ciszewski „za wieloletnią, konsekwentną realizację najwyższych celów eksploracyjnych i sportowych w jaskiniach świata”
Kolosy
- Podróże: Magdalena Nitkiewicz i Paweł Opaska „za dwuipółroczną rowerową podróż dookoła świata ambitną trasą oraz umiejętność dzielenia się przeżyciami w inspirujący sposób”
- Alpinizm: nagrody nie przyznano
- Żeglarstwo: nagrody nie przyznano
- Eksploracja jaskiń: nagrody nie przyznano
- Wyczyn roku: Arkadiusz Mytko „za ekspedycję «Patagoński Triatlon», w trakcie której dokonał trawersu Patagonii w ekstremalnych warunkach, poruszając się rowerem, pieszo, na nartach i kajakiem”

Nagrody
- Nagroda Specjalna: Michał Gąsiorowski i Tomasz Gorazdowski „za znakomitą reporterską pracę w trakcie motocyklowej podróży dookoła świata”
- Nagroda dziennikarzy: Arkadiusz Mytko
- Nagroda im. Andrzeja Zawady: Wojciech Kozub „za udział w projekcie «Polski himalaizm zimowy 2010–2015»”

## 2010
Miejsce uroczystości: Gdynia, 11–13 marca 2011
Super KolosPiotr Pustelnik „za zdobycie Korony Himalajów, jako trzeci Polak i dwudziesty himalaista na świecie”
Kolosy
- Podróże: Magdalena Skopek „za niezwykłą podróż za Koło Polarne, podczas której przez dwa miesiące dzieliła koczownicze życie z rodziną rdzennych mieszkańców Półwyspu Jamalskiego”
- Alpinizm: Simone Moro, Denis Urubko, Cory Richards „za zimowe wejście na Gaszerbrum II, pierwszy ośmiotysięcznik zdobyty o tej porze roku w Karakorum”
- Żeglarstwo: kpt. Jerzy Radomski „za jedyny w swoim rodzaju 32-letni rejs jachtem «Czarny Diament», w trakcie którego przepłynął blisko 240 tys. mil morskich, czyli więcej niż odległość z Ziemi na Księżyc”
- Eksploracja jaskiń: Artur Kozłowski „za eksplorację podziemnego przepływu rzeki Coole od ponoru Polltoophill do wywierzyska Polldeelin na Nizinie Gort w hrabstwie Galway w Irlandii”
- Wyczyn roku: Sylwester Czerwiński „za dwuipółletnią rowerową wyprawę «Kropla świata», w trakcie której przejechał samotnie ponad 50 tys. km oraz potrafił dostrzec różnorodność kultur i problemy spotykanych ludzi”

Nagrody
- Nagroda Specjalna: Jarosław Frąckiewicz „za długoletnią, niestrudzoną aktywność na wielu polach i realizację ambitnych przedsięwzięć podróżniczych, szczególnie kajakowych, oraz zarażanie innych swoim optymizmem, pogodą ducha i poczuciem humoru”
- Nagroda dziennikarzy: kpt. Jerzy Radomski
- Nagrody publiczności: najciekawsza prezentacja: Magdalena Skopek za relację z podróży na Półwysep Jamalski; Magdalena Skopek „za najlepsze zdjęcie wystawy FotoGlob «Śniadanie na trawie»”
- Nagroda im. Andrzeja Zawady: Tomasz Kowalski „za projekt zdobycia tytułu «Śnieżnej Pantery» w rekordowym czasie”

## 2011
Miejsce uroczystości: Gdynia, 9–11 marca 2012
Super KolosAleksander Doba za „całokształt osiągnięć kajakarskich i konsekwentne dążenie do realizacji coraz bardziej ambitnych celów eksploracyjnych”
Kolosy
- Podróże: Paweł Kilen za „różnorodną pod każdym względem pięcioletnią wyprawę przez cztery kontynenty”
- Alpinizm: Nagrody głównej nie przyznano
- Żeglarstwo: Bronisław Radliński za rejs „Morskim szlakiem Polonii 2010–2011”
- Eksploracja jaskiń: Wyprawa Hoher Göll 2011 za „eksplorację jaskini Unvollendeterschacht do głębokości -1264 m”
- Wyczyn roku: Piotr Kuryło za „Bieg dla Pokoju” dookoła świata

Nagrody
- Nagroda Specjalna: Sztafeta Afryka Nowaka za „unikalną w skali Polski i świata, trwającą 799 dni wyprawę, w której wzięło udział ponad sto osób, zorganizowaną dla upamiętnienia wybitnego polskiego podróżnika, Kazimierza Nowaka, który w latach 1931–1936 przemierzył Afrykę z północy na południe i z powrotem”
- Nagroda dziennikarzy: Piotr Kuryło „za wyjątkową dzielność i determinację, pokazanie innym, że „niemożliwe staje się możliwe” oraz za dystans do siebie i poczucie humoru”
- Nagrody publiczności: Piotr Kuryło „za najlepszą prezentację «Biegiem dookoła świata»”; Mirosław Wlekły „za najlepsze zdjęcie wystawy Fotoglob «U rzeźnika»”
- Nagroda im. Andrzeja Zawady: Aleksandra Dzik „za projekt pierwszego kobiecego wejścia zimą na drugi co do wysokości szczyt Hindukuszu, Noszak”

## 2012
Miejsce uroczystości: Gdynia, 8–10 marca 2013
Super KolosHenryk Jaskuła „za samotny wokółziemski rejs bez zawijania do portów zrealizowany w latach 1979–1980 na jachcie „Dar Przemyśla”, którego dokonał jako pierwszy Polak i trzeci człowiek na świecie, a także za liczne rejsy załogowe o charakterze szkoleniowym oraz niezłomność w walce o utrzymywanie wysokich standardów etycznych”
Kolosy
- Podróże: Andrzej Muszyński „za wyprawę w Himalaje Birmańskie”
- Alpinizm: Wyprawa na Gaszerbrum I „za pierwsze zimowe wejście szczyt”
- Żeglarstwo: Tomasz Cichocki „za samotny rejs dookoła świata na jachcie «Polska Miedź» trasą wokół trzech przylądków, z jednym postojem”
- Eksploracja jaskiń: Członkowie Sekcji Grotołazów Wrocław i Sekcji Speleologicznej „Niedźwiedzie” „za odkrycia w Jaskini Niedźwiedziej w Kletnie”
- Wyczyn roku: Nagrody głównej nie przyznano

Nagrody
- Nagroda dziennikarzy: Anna Baran „za wyjątkową dzielność i determinację, pokazanie innym, że «niemożliwe staje się możliwe» oraz za dystans do siebie i poczucie humoru”
- Grand Prix wystawy Fotoglob: Jacek Falmur „The Street of Lhatse”
- Nagrody publiczności: Dominik Szmajda za najlepszą prezentację „Rower góral i na Ural”; Kamila Kielar za najlepsze zdjęcie wystawy Fotoglob „Dzielić skórę na łososiu”
- Nagroda im. Andrzeja Zawady: Andrzej Muszyński „za projekt wyprawy do północnej Birmy, której celem będzie zebranie pionierskiego materiału literackiego i fotograficznego poświęconego historii tego regionu i zamieszkującym go ludziom”

## 2013
Miejsce uroczystości: Gdynia, 7–9 marca 2014
Super KolosKrzysztof Birkenmajer „za całokształt osiągnięć eksploracyjnych dla jednego z najwybitniejszych na świecie badaczy rejonów polarnych”
Kolosy
- Podróże: Kazimierz, Noe i Nel Ludwińscy „za 9-letni rejs dookoła świata katamaranem «Wyspa Szczęśliwych Dzieci», przełamywanie barier, łamanie stereotypów i pokazanie, że wychowanie dzieci nie musi się wiązać z codziennymi rygorami życia na brzegu”
- Alpinizm: Marcin Tomaszewski, Marek Raganowicz „za wytyczenie linii „Bushido” na Great Trango Tower w Karakorum, będącej kontynuacją tworzenia nowych dróg na największych ścianach świata”
- Żeglarstwo: Ryszard Wojnowski i załoga jachtu „Lady Dana 44” „za pierwsze w dziejach polskiego żeglarstwa pokonanie Przejścia Północno-Wschodniego pod żaglami”
- Eksploracja jaskiń: Marcin Gala „za połączoną z ekstremalnym nurkowaniem eksplorację jaskini J2 w Meksyku”
- Wyczyn roku: Michał Kozok „za wyprawę „Ameryka Południowa siłami natury”;

Nagrody
- Nagroda dziennikarzy: Dominik Szmajda, Andrzej Kozłowski, Maciej Mizgajski, Michał Rogacki „za relację z wyprawy «Aztorin Expedition» do Kamerunu”
- Grand Prix wystawy Fotoglob Jakub Rybicki „Lodowy niszczyciel mózgu”
- Nagrody publiczności: Michał Kozok za najlepszą prezentację „Ameryka Południowa siłami natury”; Oktawia Kromer za najlepsze zdjęcie wystawy Fotoglob „Przy wodospadzie”
- Nagroda im. Andrzeja Zawady: Grzegorz Gontarz, Szymon Gontarz, Piotr Zaśko „za realizację wyprawy, której celem jest dokonanie pierwszego polskiego trawersu Antarktydy”

## 2014
Miejsce uroczystości: Gdynia, 2015:
Super KolosJanusz Kurczab „za całokształt osiągnięć: wytyczenie nowych dróg w Tatrach, Alpach, Hindukuszu, Karakorum i Himalajach oraz wybitny wkład w popularyzację polskiego alpinizmu”
Kolosy
- Podróże: Piotr Strzeżysz „za wytrwałość w próbach odnalezienia życiowej prawdy w podróży i odwagę przyjmowania tego, co przyniesie droga”
- Alpinizm: Adam Pustelnik „za wytyczenie najtrudniejszej polskiej drogi klasycznej – «Corner Kick» – na ścianie Vagakallen w Norwegii”
- Żeglarstwo: Ryszard Wojnowski „za pokonanie pod żaglami Przejścia Północno-Zachodniego i zamknięcie pętli wokół Bieguna Północnego”
- Eksploracja jaskiń: Sopocki Klub Taternictwa Jaskiniowego i Sekcja Grotołazów Wrocław „za wyprawę Hagengebirge 2014, kierowaną przez Marka Wierzbowskiego, której uczestnicy odkryli ponad 3 km korytarzy w Jaskini Ciekawej, dzięki czemu jej długość przekroczyła 15 km, a głębokość osiągnęła 583 m”
- Wyczyn roku: Sebastian Kawa „za pierwszy na świecie lot szybowcem nad Himalajami”

## 2015
Miejsce uroczystości: Gdynia
Super KolosWojciech Jacobson „za całokształt dokonań i wybitny wkład w rozwój polskiego żeglarstwa”
Kolosy
- Podróże: nie przyznano
- Alpinizm: Marcin Rutkowski, Wojciech Ryczer i Rafał Zając „za wytyczenie w stylu alpejskim trudnej drogi «Hard Camping» w zachodnim Syczuanie”
- Żeglarstwo: Piotr Kuźniar i załoga jachtu „Selma Expeditions” „za rejs na wody Antarktydy połączony ze zdobyciem wierzchołka wulkanu Erebus”
- Eksploracja jaskiń: nie przyznano
- Wyczyn roku: Dawid Andres i Hubert Kisiński „za wyprawę rowerami po Amazonce”

Nagrody
- Nagroda im. Andrzeja Zawady: Michał Woroch i Maciej Kamiński „za wyprawę Wheelchairtrip South America 2016, czyli podróż z Ziemi Ognistej aż do Kanału Panamskiego”
- Nagroda dziennikarzy: Tomasz Owsiany „za 8-miesięczną podróż przez Filipiny i udowodnienie, że o wartości wyprawy nie musi decydować wyczyn, ale może również niesamowita chęć poznania i zrozumienia kawałka świata oraz przekazania tego zrozumienia innym”

## 2016
Miejsce uroczystości: Gdynia, 10–12 marca 2017
Super KolosJanusz i Joëlle Kurbielowie „za całokształt dokonań żeglarskich, w szczególności za wiele znaczących rejsów na wody dalekiej północy połączonych z badaniami naukowymi”
Kolosy
- Podróże: Małgorzata Jarmułowicz i Zygmunt Leśniak „za konsekwencję i pasję w dokumentowaniu ginących tradycji społeczności indonezyjskich”
- Alpinizm: Andrzej Bargiel „za rekordowo szybkie zdobycie pięciu siedmiotysięczników dające tytuł Śnieżnej Pantery”
- Żeglarstwo: Szymon Kuczyński „za precyzyjne zaplanowanie i nienaganną realizację 14-miesięcznego samotnego rejsu dookoła świata na 6,5-metrowym jachcie”
- Eksploracja jaskiń: Krzysztof Starnawski „za konsekwencję w eksploracji jaskini Hranciká propast na Morawach, dzięki czemu stała się ona najgłębszą znaną podwodną jaskinią świata”
- Wyczyn roku: Małgorzata Wojtaczka „za samotne dotarcie na biegun południowy”

## 2017
Miejsce uroczystości: Gdynia, 10–12 marca 2018
Super KolosAnna Czerwińska „za całokształt dokonań dla wybitnej himalaistki, zdobywczyni sześciu ośmiotysięczników i pierwszej Polki, która osiągnęła Koronę Ziemi”
Kolosy
- Podróże: Norbert Pokorski i Marek Połchowski „za eksplorację trudnodostępnych rejonów Grenlandii”
- Alpinizm: Marek Raganowicz „za świetne stylowo, samotne wytyczenie dwóch nowych dróg «MatraMandala» i «Secret of Silence» na Ziemi Baffina. Alpinista spędził na pionowych, arktycznych urwiskach 30 dni, wykazując się nieprawdopodobną wytrzymałością na ekstremalne warunki i umiejętnością wyszukiwania nowych logicznych linii”
- Żeglarstwo: Kolosa nie przyznano
- Eksploracja jaskiń: Speleoclub Wrocław „za eksplorację jaskiń w górach Picos de Europa. W jej efekcie osiągnięto deniwelację 957 m w jaskini Sistema Cemba Vieya, dzięki czemu stała się ona najgłębszą spośród wszystkich jaskiń eksplorowanych przez polskie wyprawy w tych górach”
- Wyczyn roku: Aleksander Doba „za trzecią kajakową wyprawę przez ocean, podczas której przepłynął północny Atlantyk z wybrzeża Stanów Zjednoczonych do Francji”

## 2018
Miejsce uroczystości: Gdynia, 8–10 marca 2019
Super KolosRichard Konkolski „za całokształt dokonań żeglarskich, w tym trzykrotne opłynięcie kuli ziemskiej w samotnych rejsach”
Kolosy
- Alpinizm: Andrzej Bargiel „za pierwszy, kompletny zjazd na nartach z wierzchołka K2 do bazy oraz podejmowanie wyzwań rozpoczynających się w miejscu, które dla innych stanowi cel”
- Eksploracja jaskiń: Michał Ciszewski, Marcin Czart, Agata Klewar, Andrzej Porębski, Ewa Wójcik „za połączenie systemu Lamprechtsofen z jaskinią CL-3, co zwiększyło deniwelację najgłębszego trawersu jaskiniowego świata i najgłębszej jaskini Europy do 1735 m. Nagrodzeni Kolosem alpiniści mieli największy wkład w uzyskanie rekordowego wyniku”
- Żeglarstwo: Szymon Kuczyński „za samotne opłynięcie świata bez zawijania do portów na niewielkim jachcie «Atlantic Puffin»”
- Podróże: Kamila Kielar „za bezwzględność w pokazywaniu mechanizmów, które sterują dzisiejszym światem, i umiejętność przykuwania uwagi do tematów ważnych”
- Wyczyn roku: Michał Woroch, Maciej Kamiński „za wyprawę Wheelchairtrip – wyczyn, który nadał ich życiu sens i przyniósł szczęcie”

## 2019
Miejsce uroczystości: Gdynia, 3 października 2020
Super Kolos
Ryszard Pawłowski „za całokształt dokonań górskich, w szczególności za zdobycie jedenastu ośmiotysięczników, w tym pięciokrotnie Mount Everestu, oraz poprowadzenie nowych dróg i wartościowych powtórzeń w górach pięciu kontynentów”
Kolosy
- Alpinizm: Kolosa nie przyznano
- Eksploracja jaskiń: Kolosa nie przyznano
- Żeglarstwo: Joanna Pajkowska „za samotny rejs dookoła świata klasyczną trasą wokół trzech przylądków bez zawijania do portów, przygotowany własnymi siłami, bez udziału sponsorów”
- Podróże: Adela Tarkowska i Krzysztof Józefowski „za otwartość na inne kultury i ludzi, niezwykłą empatię oraz wytrwałość w pokonywaniu trudności podczas trwającej prawie dziesięć lat rowerowej podróży przez sześć kontynentów - BikeTheWorld”
- Wyczyn roku: Agnieszka Dziadek „za ukończenie trzyletniego projektu przejścia najsłynniejszych amerykańskich szlaków długodystansowych – Pacific Crest Trail, Appalachian Trail oraz Continental Divide Trail – i zdobycie tym samym „potrójnej korony”: The Triple Crown of Hiking”

## 2020
Miejsce uroczystości: Gdynia, 1-3 października 2021
Super Kolos
Ryszard Gajewski i Maciej Pawlikowski „dla wybitnych zakopiańskich himalaistów za całokształt osiągnięć w górach wysokich”
Kolosy
- Alpinizm: Filip Babicz "za przejście Integralissimy di Peuterey – całości najdłuższej i najtrudniejszej grani Mont Blanc"
- Eksploracja jaskiń: Kolosa nie przyznano
- Żeglarstwo: Kolosa nie przyznano
- Podróże: Angelika Milli, Ingis Milli, Iyan Milli i Mo Abdoulvahab „za niezwykłą i pełną fantazji rodzinną podróż konno wzdłuż podnóża Andów”
- Wyczyn roku: Maciej Besta „za wyznaczenie i zdobycie zimą najwyższych szczytów trzech najzimniejszych pasm górskich Syberii”

## 2021
Miejsce uroczystości: Gdynia, 22-24 kwietnia 2022
Super Kolos
Joanna Pajkowska „za całokształt dokonań: wieloletnią karierę żeglarską, w tym trzykrotne samotne opłynięcie świata pod żaglami, konsekwentne spełnianie żeglarskich marzeń, promowanie żeglarstwa kobiecego”
Kolosy
- Podróże: Mateusz Wrazidło „za wrażliwość i empatię wobec lokalnej społeczności oraz wytrwałość i rzetelność podczas dokumentacji Tepui w Gujanie uwieńczonej publikacją badań naukowych”
- Wyczyn roku: Piotr Wilk „za samotny przelot śmigłowcem nad Atlantykiem – z Chicago do Krakowa”
- Alpinizm: Kolosa nie przyznano
- Eksploracja jaskiń: Kolosa nie przyznano
- Żeglarstwo: Kolosa nie przyznano

## 2022
Miejsce uroczystości: Gdynia, 24-26 marca 2023
Super Kolos
Janusz Majer „za wybitny wkład w rozwój polskiego himalaizmu”
Kolosy
- Podróże: Kolosa nie przyznano
- Wyczyn roku: Dorota Rasińska-Samoćko "za wejścia na siedem 8-tysięczników w jednym sezonie wspinaczkowym”
- Alpinizm: Łukasz Dudek "za solowe przejście, z asekuracją, jednej z najtrudniejszych na świecie dróg wielowyciągowych Delirium w Wilder Keiser.
- Eksploracja jaskiń: Kolosa nie przyznano
- Żeglarstwo: Maciej Sodkiewicz "za przygotowanie i realizację wyprawy żeglarskiej na akwenie Zatoki Hudsona"

## 2023
Miejsce uroczystości: Gdynia, 22-24 marca 2024
Super Kolos
Elżbieta Dzikowska „za wybitny wkład w poznawanie świata i przekazywanie tej wiedzy innym”
Kolosy
- Colossus Award: Pete Casey "Ascent of the Amazon River" "za przejście wzdłuż Amazonki, od ujścia do jej źródeł"
- Podróże: Karolina Gawonicz i Michał Łukaszewicz "za odpowiedzialność, szacunek do świata, skromność, wrażliwość i znakomite przygotowanie dokumentacyjne niezwykle trudnej wyprawy przez kanadyjskie ziemie Barren Lands"
- Wyczyn roku: Michał Kozok "za wyprawę Australia siłami natury. Za wiarę we własne siły człowieka i pokonanie 14 440 kilometrów przez bezdroża Australii"
- Alpinizm: Wadim Jabłoński i Maciej Kimel "za wytyczenie nowej drogi, w stylu alpejskim, na Chobutse o wys. 6686 m w Himalajach Rolwalingu"
- Eksploracja jaskiń: Wyprawa Hoher Göll 2023 Wielkopolskiego Klubu Taternictwa Jaskiniowego kierowana przez Mateusza Golicza "za uzyskanie deniwelacji 1025 metrów w Gamssteighöhlensystem"
- Żeglarstwo: Dariusz Krowiak "za przepłynięcie jachtem „Hayat” arktycznego Przejścia Północno-Zachodniego"

## 2024
Miejsce uroczystości: Gdynia, 23 marca 2025
Super Kolos
- Krystyna Palmowska - za całokształt dokonań, w tym za pierwsze kobiece wejście na główny wierzchołek Broad Peaku

Nagroda specjalna
- Halina Krüger-Syrokomska i Anna Okopińska - za zdobycie pierwszego ośmiotysięcznika w historii, jako zespół kobiecy, w 50. rocznicę wydarzenia

Kolosy
- Alpinizm - Michał Król, Mariusz Madej i Maciej Kimel - za wytyczenie w stylu alpejskim 1300 metrowej drogi „Butterfly Effect” na Kyajo Ri (6187 m n.p.m) w Himalajach
- Eksporacja jaskiń - Kolosa nie przyznano
- Podróże - Kolosa nie przyznano
- Wyczyn - Dorota Rasińska-Samoćko - za zdobycie Korony Himalajów i Karakorum
- Żeglarstwo - Eugeniusz Moczydłowski - za rejs dookoła Ameryki Północnej przez Przejście Północno-Zachodnie
- Colossus Award: - Sebastian Kawa - za pierwszy światowy przelot na szczytem K2 w Karakorum i za inne osiągnięcia szybowcowe promujące Polskę w świecie